# Egybevágósági transzformáció
Egybevágósági transzformációnak (továbbiakban röviden egybevágóságnak) nevezzük a tér önmagára vonatkozó kölcsönösen egyértelmű leképezését, amely a szakaszokat velük egybevágó szakaszokba viszi.
A tér egybevágóságai a kompozíció műveletével csoportot alkotnak. Ez a csoport nem kommutatív. A műveletet jobbról balra végezzük el, azaz pl ha T egy tengelyes tükrözés, F pedig egy forgatás, akkor TF esetén előbb a forgatást végezzük el, és csak aztán a tükrözést.

## A síkbeli egybevágóságok tulajdonságai
Tétel
Az egybevágóság egyenestartó transzformáció.
Bizonyítás
A, B, C legyenek egy egyenes három különböző pontja, ebben a sorrendben, ekkor {\displaystyle {\overline {AB}}+{\overline {BC}}={\overline {AC}}}. Indirekt tegyük fel, hogy a T egybevágóság ezt a három pontot olyan A', B', C' pontokba viszi, amelyek nem egy egyenesen vannak, tehát egy háromszög csúcspontjai. Mivel T egybevágóság, ezért az {\displaystyle {\overline {A'B'}}+{\overline {B'C'}}={\overline {A'C'}}} egyenletnek teljesülnie kell. Viszont mivel A', B', C' egy háromszög három csúcsa, az oldalaira igaz a háromszög-egyenlőtlenség: {\displaystyle {\overline {A'B'}}+{\overline {B'C'}}>{\overline {A'C'}}}, ami ellentmondás, mert nyilván nem lehet, hogy két mennyiség egyenlő, ugyanakkor az egyik nagyobb mint a másik. Tehát az indirekt feltevés hamis, vagyis igaz az állítás.
Tétel
Ha egy egybevágóságnak létezik 2 (különböző) fix pontja, akkor a két pontot összekötő egyenes minden pontja fix.
Bizonyítás
Legyen A, B a két különböző fix pont, e pedig az általuk meghatározott egyenes. Legyen P egy, az A-tól és a B-től különböző pontja e-nek. Indirekt tegyük fel, hogy P' (P képe) egy P-től különböző pontja az egyenesnek. Mivel egybevágóságról van szó: {\displaystyle {\overline {PA}}={\overline {P'A}}\quad {\overline {PB}}={\overline {P'B}}} teljesülnek, azaz A és B rajta vannak a PP' felező merőlegesén. Mivel azonban az e-n is rajta vannak, és a felező merőleges csak egy pontban metsz e-t: {\displaystyle A=B}, ami ellentmondás, tehát e minden pontja fix.
Tétel
Ha egy egybevágóságnak létezik 3 nem kollineáris fix pontja, akkor a sík minden pontja fix, azaz az egybevágóság identitása a síknak.
Bizonyítás
Legyenek A, B, C a fix pontok. Ekkor az általuk alkotott háromszög mindhárom oldalegyenese fix. Vegyünk fel egy tetszőleges Ppontot a síkon, és legyen Q az egyik oldalegyenes belső pontja. A Pasch-axióma miatt létezik olyan R pont, hogy a PQ egyenes R-ben metszi egy másik egyenes belső pontját. Mivel Q, R fix pontok (az oldalegyenesek minden pontja fix), az RQ egyenesnek is minden pontja fix, tehát P is az.
Az eddigi tételek igazak a térben is, a következőkben viszont szigorúan egysíkúak leszünk.

### Tengelyes tükrözés
Tengelyes tükrözés
A síknak egy adott t egyenesre való tükrözése az a leképezés, amely egy tetszőleges P ponthoz azt a P' pontot rendeli képként, amelyre igaz, hogy {\displaystyle PP'\perp t} és {\displaystyle PP'\cap t} -t T-vel jelölve {\displaystyle PT\cong P'T} A t egyenes pontjai fixek. A tükrözést a tengellyel lehet jellemezni. Kétszer egymás után ugyanarra az egyenesre tükrözés az identitás (azaz:{\displaystyle t\cdot t=t^{2}=1\Leftrightarrow t^{-1}=t)}
Tétel
Az egyenesre vonatkozó tükrözés egybevágóság.
Bizonyítás
{\displaystyle \Delta _{PTU}\cong \Delta _{P'TU}} mivel a TU oldal közös, {\displaystyle PT\cong P'T} és a PTU szög egyenlő a P'TUszöggel. Ebből következik, hogy {\displaystyle {\overline {PU}}\cong {\overline {P'U}}} és PUT szög egyenlő P'UT szöggel, tehát QUP szög egyenlő Q'UP' szöggel. Ezekből:{\displaystyle \Delta _{PUQ}\cong \Delta _{P'UQ'}\Rightarrow {\overline {PQ}}\cong {\overline {P'Q'}}}
Tétel
Ha a sík egy identitástól különböző T egybevágóságnak van két fix pontja, akkor T a fixpontokat összekötő egyenesre való tengelyes tükrözés.
Bizonyítás
Legyen t a két fix ponton (A-n és B-n) áthaladó egyenes. Ekkor t minden pontja fix, és tetszőleges t-n kívüli P pont nem lehet fix (ld: előző tételek), tehát P' különbözik P-től. Mivel T egy egybevágóság:{\displaystyle {\overline {PA}}={\overline {P'A}}\quad {\overline {PB}}={\overline {P'B}}} tehát t a PP' szakasz felező merőlegese. Azaz:{\displaystyle PP'\perp t\quad {\overline {PT}}\cong {\overline {P'T}}\Rightarrow } P' a P pont tükörképe t-re
Tétel
Ha a sík egy F egybevágóságának pontosan 1 fix pontja van, akkor F előáll két tengelyes tükrözés kompozíciójaként, melyek tengelyei áthaladnak a fixponton.
Bizonyítás
Legyen A a fix pont. Ekkor tetszőleges A-tól különböző P esetén P' különbözik P-től. Legyen t a PP' felezőmerőlegese. A rajta van t-n, mert {\displaystyle {\overline {PA}}\cong {\overline {P'A}}} (ugyanis F egybevágóság). Tehát a tF egybevágóságnak A fix pontja és P is önmagára képzödik (ugyanis:{\displaystyle P\longmapsto ^{\mathbf {F} }P'\longmapsto ^{t}P)} Tehát A és P két fix pontja a tF egybevágóságnak {\displaystyle \Rightarrow t\mathbf {F} =s\Rightarrow \mathbf {F} =ts}

## Lásd még
- Transzformáció